# Psolidium bullatum
Psolidium bullatum är en sjögurkeart som beskrevs av Oshima 1915. Psolidium bullatum ingår i släktet Psolidium och familjen lergökar. Inga underarter finns listade i Catalogue of Life.